# PRINCESS WALTZ
『PRINCESS WALTZ』（プリンセス・ワルツ）は、2006年4月28日に株式会社ウィルのブランド･PULLTOPより発売されたアダルトゲームである。
美少女ゲームアワード2006ではメディア支持賞を受賞。

## 概要
本作は、異世界「エルディラント」の中心である大国「七央（セブン・セントラル）」の王子と結ばれる后の座を巡り、6つの国の姫君が戦うエルディラントにおける一大儀式「プリンセスワルツ」と、それに巻き込まれた現実世界の少年が体験する恋や戦いを描いている。
内容は登場人物達と交流し、物語を読み進めるADVパートと、姫同士の戦いであるSLGパートの2つに分かれる。主にADVパートで選んだ選択肢によって一部のテキストやイベントが変化するが、物語の本筋は一本道であり、迎えるエンディングも1種類だけである。

## ストーリー
主人公・深森新は、母や姉、そして友人たちに囲まれ、平凡ながらも充実した日々を送っていた。ある日、新のクラスに海外からの留学生、クリス・ノースフィールドが転校してくる。クリスは非常に整った容姿と気品ある振る舞いで、たちまち人気者となった。
気さくなクラスメート達は学校生活に不慣れなクリスを温かく迎え、新とも自然と笑い合える仲になる。そんなある日、新はふとした偶然からクリスの落とした「指輪」を拾い、好奇心に駆られて自身の指に嵌めてしまう。それをきっかけに、異世界の姫達の戦い「プリンセスワルツ」に巻き込まれた新は、彼自身の出生の秘密やワルツに秘められた真実へたどり着く。

## 登場人物

### 主人公
深森 新（ふかもり あらた）
本編の主人公。
明るく、真っ直ぐな性格の熱血漢。姉の影響もあって正義感が強く困っている人を放って置けない性格だが、少々思慮が浅く、子供っぽい面が強い。母、姉と三人で暮らしているが、二人とは血のつながりはない。本人もそれを知っているが、普通の家庭より深く、強い絆で結ばれている。
ちょっとした好奇心でクリスの落とした「指輪」を嵌めてしまった事で、異世界の戦い「プリンセスワルツ」に巻き込まれることとなる。
彼の実の両親は、現在の「七央」の王と、前回のプリンセスワルツの覇者リディア。つまり彼は正当な「七央の王子」である。現在の名は偽名であり、本名は「クリス・ノースフィールド」、彼こそが本当のクリスである。本編のクリスとは腹違いの兄妹にあたり、七央の王家に受け継がれる「祝福の力」を彼女と分け合う形で不完全に所有している。
クリス・ノースフィールド
声：沢井春香
5月16日生まれ。本編の主人公であり、本作のメインヒロイン。
その正体は、異世界エルディランドの中心的大国「七央（セブン・セントラル）」の王子。物語冒頭で新の通う学校に海外からの転校生としてやってくる。常に毅然とし、気品ある振る舞いを欠かさず、女子には優しく男子にも気さくに接する、まさに絵に描いたような「王子様」。しかし気を許した相手の前では、怒鳴りつけたり、うろたえたりするような歳相応の一面も見せる。根が生真面目で潔癖な性格。
幼い頃から「王子」として育てられ、本人もそうあるように勤めているが実は女性。七央の王家に女児が生まれるというのは本来ならありえないことであり、それ故にその事実を隠すため周囲から隔離して育てられた。ある目的から身分と姿を偽り、ソルディア国の剣の姫「イーリス」となってプリンセスワルツへの参加を決意するが、成り行きから「指輪」の力によって新と合身し、共に戦うことに。
実は彼女は七央の王と、王妃リディアの妹・セシリアとの間に生まれた不義の子であり、それ故に王家の血に秘められた「祝福」の力を不完全に所有している。そのため、本来なら「祝福の力」を統合するために生後まもなく殺害されていた筈だが、彼女の実母セシリアの陰謀によって「正統な王子」は失踪。ゆえに以降はやむを得ず仮初めの王子として、半幽閉的な生活を強いられる。しかし本人は自分の素性については知らず、王子として不完全である自分に深く葛藤していた。そんな折、神官長キジェに「ワルツに勝ち抜くことで完全な王子になれる」と持ちかけられ、参加を決意。開催地である異世界で、新と出会うが戦いの中で自分と新の関係を知り、新と戦って命を落とし、エルディンの依り代となる。

### 姫
アンジェラ・ヴィクトワール・ブレンディン
声：このかなみ
10月3日生まれ。竜と契約の国アグニスの「竜の姫」。プリンセスワルツに参加する姫の一人。
高慢な性格で誰に対しても不遜な態度を崩さないが、それに見合った実力と威厳、そして姫としての気高さを備えている。姫でありながら戦士であり、祖国アグニスにて一時代に数人しか選ばれない最高の戦士を示す「竜騎士」の称号を実力で手にしており、今回のワルツでも優勝候補と目されているが、戦場を離れると意外と不器用でものぐさな一面がある。
巨大な突撃槍「ペルペテュエル」と、竜との契約の力である炎を操る力を使い、ワルツを戦い抜いて行く。戦闘能力は攻撃よりだが、全てにおいてレベルが高くバランスもいい。生粋の戦士であり、その気迫は生半可な相手はおろか、歴戦のつわものにも強烈なプレッシャーを与える。
王子との結婚や政治的な流れには興味はなく、ただ強者との死力を尽くした戦いを求めてワルツに参加した。外見と振る舞いから大人びて見えるが、年齢は静と同い年くらい。戦いにしか興味がないため、食事は弁当などを適当に買って食べている。
式神楽 清白（しきかぐら すずしろ）
声：柳井流海
3月1日生まれ。シホウ国の「大地の姫」。プリンセスワルツに参加する姫の一人。
物静かで偉ぶることなく、常にたおやかな微笑を浮かべた世間知らずな深窓のお姫さまといった風情の少女。しかし一国の「姫」としてのプライドは並々ならぬものがあり、あからさまな侮辱や誇りを汚す行為は烈火のごとく怒り、実力を持って制裁する。
戦いの場では特定の武器を使わず、理力によって強化した自らの肉体を駆使して戦う。純粋な「力」の強さでは今回のワルツ参加者の中で最強。もちろん攻撃力も一、二位を争う。武器を持たないゆえに行動も迅速に行うことができるメリットを持つが、基本的攻撃が拳や脚となってしまうためリーチが短いというデメリットもある。
母が「七央」の執政官を勤めていた関係で、本来ならワルツの開始までは会うことの許されない王子クリスと幼い頃に交流がある。それ以来クリスを一途に想い、父を含めたあらゆる男性に肌を触れさせていない。クリスのために花嫁修業もしていたようで料理がとても上手。かなりのヤキモチ焼きで、クリスが他の人（男女問わず）と仲良くしているのをみると頬を膨らましてムッとする。今回のワルツもクリスと結ばれることを夢見て深い意気込みを持っているが、クリスが女性であることは知らない。
リリアーナ・ルン・ルン・ギュンスター
声：鷹月さくら
1月23日生まれ。海洋国家レンスタンツァの「嵐の姫」。プリンセスワルツに参加する姫の一人。愛称はルンルン。
常に明るくハイテンションな性格。戦いにおいては「派手に楽しく」を信条としている。ともすれば子供っぽくも見えるが、実際はワルツに参加する姫の中では最年長。楽天的な振る舞いとは裏腹に、祖国レンスタンツァでは海賊達を取り締まる「第七艦隊」の長を務めており、姫達の中では最も実戦慣れしている。常に相棒のペット･シャチ吉を連れている。四人姉妹の次女。ワルツ開始によって新の住む世界にきてからは、最も早く順応し、日々の暮らしを楽しんでいる。恋愛事には初心。
戦闘では水を自在に操る水鉄砲「トゥインクルフォーチュン」を使いこなし、変幻自在な戦いを見せる。普段の言動とは裏腹に切れ者で、戦いにおいて有利な状況を選ぶ慎重さと、不利な状況にも臆さず活路を見出す勇敢さを併せ持つ。豊富な実戦経験を生かした洞察力と、柔軟な状況判断が強み。
ワルツにおいては純粋に「王子様との結婚」を夢見て臨んでいるが、あるきっかけから新に好意を寄せてしてしまい、悩むことになる。
リーゼル・ヘンゼル
声：ほくとゆりあ
9月25日生まれ。鍛冶の国パルミードの「鋼の姫」。プリンセスワルツに参加する姫の一人。
寡黙で冷淡な性格。「姫」としての誇りや拘りを持たず、ワルツにおいても最も効率がよいと判断した行動を冷徹にこなし、勝利のための策を巡らして暗躍する。謎の多い少女。
戦闘においては巨大なハンマー「バルフィッシュ」と、ドレスに施された無数のギミックを駆使して戦う。ワルツとしての戦いにこだわらずに、相手を倒し勝利を掴む事を最優先としており、そのためには手段は選ばない。
自らと祖国の職人たちが手がけたドレスの最強を示すために戦いに臨む。
イーリス
声：沢井春香
北方の大国ソルディアの「剣の姫」。プリンセスワルツに参加する姫の一人だが、その正体は新とクリスが「指輪」の力で合身した姿である。
二人で五感を共有しているため、お互いがどのように感じ動くのかを理解し、精神をシンクロさせなければ力を出すことはおろか動くこともできない。反面、シンクロ率を高めることで力は相乗効果により何倍にもなる。
なお、「イーリス」とは七央における建国の王の名でもある。

### 深森家
深森 静（ふかもり しずか）
声：三咲里奈
10月2日生まれ。新の義理の姉。
寡黙で自他共に厳しく、やさしく・生真面目な性格。血の繋がらない弟である新に対しては、厳しく接すると同時に深く愛しており（ブラコン）、彼を護る事を自らの使命と任じている。そのため、新を傷つけるものを絶対に許さない。新も静には全幅の信頼を置いている。
運動神経抜群で学業の成績も優秀。武道をたしなんでおり、非常に強い。
その正体は、ヴィスレイ王家の血と「牙の族」の血を継いだ「獣の姫」であり、今回のプリンセスワルツの参加資格の保有者。しかしある理由のために母の手で力と記憶を封じられている。だが、ワルツに巻き込まれ、戦い傷ついていく弟を見る中で、秘められた獣の力は次第に暴走をはじめていく。獣の姫といわれるだけあり、すさまじいまでのスピードと技のキレが特徴。高い潜在能力を有しているため、ドレスを使わずとも高い戦闘力を維持することができる。
深森 七重（ふかもり ななえ）
声：大福子
新の義母であり、静の実母。新の通う学園で教職についており、新たちのクラスの担任でもある。
良くも悪くもざっくばらんな性格で普段はだらしない女性だが、常に大人の余裕を湛えており、いざというときには非常に頼りになる。
実は前回のプリンセスワルツの参加者の一人であり、ヴィスレイ王家の血を継ぐ姫だった。しかしワルツ開始時点で静を身篭っていたため、ワルツを失格となる。その後は聡明さを買われて七央の執政官を勤め、半ば幽閉されていたクリスの母セシリアと出会い、友人となる。セシリアの境遇に深く同情した彼女はセシリアの計画に荷担し、正当な王家の子、「本物のクリス」の殺害を引き受ける。しかしすでに母であった彼女に幼い赤子を殺すことはできず、そのまま王子を連れ逃亡。祖国の「門」を通って異世界へと逃れ、王子に「新」の名を与えて自分の息子として平穏に育てることを決意する。

### エルディラント関連
エイプリル
声：如月葵
クリスが幼い頃からその傍に仕えるメイド。また剣術から勉学、作法に至るまであらゆる面での教育役でもある。
常に笑顔を絶やさないおっとりした女性だが、意外といたずら好きな面があり、笑顔の裏で何を考えているかはクリスにも分からない。かなりの変わり者であり、面白そうなことは適当な理由をつけてでも実行する。意外に怪力で変な人呼ばわりすると笑顔で攻撃してくる。
ピジョン・アルマネイト
声：リバウンド玉三郎
プリンセスワルツにおける一切を取り仕切る「裁定者」。軽薄でどこか抜けた雰囲気の持ち主。
外見は幼い少年のようだが人間ではなく、「翼の王の一族」と呼ばれる。クロウとうり二つの容姿だが、クロウよりも遥かに長い年月を生きており、底知れない一面がある。ワルツの主な進行役。
クロウ・アルマネイト
声：茶谷やすら
プリンセスワルツにおける一切を取り仕切る「裁定者」。生真面目で事務的な口調を崩さない。
外見は幼い少年のようだが人間ではなく、「翼の王の一族」と呼ばれる。ピジョンとうり二つの容姿だが、ピジョンよりも遥かに若い。主な役割はピジョンの補佐。
キジェ
声：一色ヒカル
エルディラントにおける、「七央」神託府の神官長。常に仮面をつけ、フードを目深にかぶっている。
何らかの目的を持ってクリスに接触し、彼女に身分を偽ってのプリンセスワルツ参加を促し、その行動を密かに補佐する。
その正体はクリスの実母であるセシリア。セシリア自身は姉の子である正統な王子の殺害を実行に移した後、服毒して自害している。しかし「ある人物」に正統な王子がまだ生きていることを教られ、新たな命と、神託府の神官長という立場を与えられる。以降、クリスを正統な王子とする一心で暗躍をはじめてゆく。
エルディン
本編の1000年前、戦乱の続く（後の）エルディラントを6人の姫と三柱の神の力添えを得て平定し、現代まで続く平和な世界を作り上げると引き換えに「魔王」との戦いで命を落とした勇者。彼と共に戦い、その最期の意思を次いだ姫イーリスは、後に自ら「七央」を建国し、その初代国王となる。
しかし、一方では上記の伝説は意図的に歪められた創作であるとも言われ、竜族に伝わる伝説によれば、伝説上の勇者エルディンは「魔王」と同一人物であり、大陸の戦乱を収め自ら七央を建国した後は暴君として圧政を敷き、反乱を起こした民衆とそれを率いる6人の姫たちとの戦いの末、封印されたとされている。
事実はどの伝承とも部妙に異なる。人としてあまりに純粋すぎる心と強大に過ぎる力を持った彼は、「魔王」を倒し七央を建国した後、「完璧」な理想を求め、善政を通り越した厳格に過ぎる圧制を敷いてしまう。その結果、多くの生命を奪うことになり、かつて自身が倒した「魔王」　以上の非道な行為を行ってしまったのである。そしてイーリス姫を筆頭に据えた反乱軍に敗れた後は、「あるもの」へとその強大な魂を封印されることになる。
ギルムント
声：牛柳亀三
ドラマCDに登場した人物。ワルツの最中に死んだソルディア王の父親であり、新とクリスの祖父にあたる。年老いた今でこそ穏健派だが、若い頃は「北の剣王」と恐れられていた。ソルディアの反乱の責任をとるために、ワルツ終了後、自らに極刑を科した。その後クリスを連れ帰ろうと七央城を訪れ、新の覚悟を試した。

### 学園の友人
野々宮 のどか（ののみや のどか）
声：秋月まい
深森家の近所に住む、新の幼馴染の少女。成績は中の上だが運動は苦手。温和で明るく、少々ミーハーな、いたって平凡な少女。愛称は「のの」。
「プリンセスワルツ」という非日常に参加する意志を固めた新に、次第に距離を感じるようになっていく。
本編の後日談で真実を知り、新を追ってエルディランドに。コミケ72で販売されたドラマCDではリーゼルが造ったドレスを偶然手にし、新達に牙を向く事になる。
館山 和子（たてやま かずこ）
声：町田あみ
新のクラスメイト。明るく社交的な性格で、クラス委員を務めている。
杉本 一博（すぎもと かずひろ）
声：皇帝
新のクラスメイトで悪友。明るくノリのいい性格で、トラブルを起こすこともあるが面倒見がいい。
金田 理子（かねだ りこ）
声：ほくとゆりあ
新のクラスメイト。気弱で物静かな眼鏡っ子。とてもデリケートな子でちょっとしたことで赤くなって倒れてしまう。
実はリーゼル・ヘンゼルが此方の世界に順応する為の仮の姿であった事が明らかとなる。
新井 宏美（あらい ひろみ）
声：茶谷やすら
新のクラスメイト。西本、鈴木といつもいっしょに行動する。眼鏡に三つ編みと一見して文系の少女だが運動もそこそこ。おそらくオタクであると考えられる。
西本 ゆうき（にしもと ゆうき）
声：如月葵
新のクラスメイト。新井、鈴木といつもいっしょに行動する。ボーイッシュでさわやかな少女。
鈴木 恵子（すずき けいこ）
声：松園ルイ
新のクラスメイト。新井、西本といつもいっしょに行動する。明るく子供っぽい性格。

## プリンセスワルツ
新たちの暮らす現実世界とは次元を異にする、異世界「エルディランド」の中心「七央」の王子の后となる女性を決める戦いにして一大儀式である。
エルディランドには七央を除いて6つの国家が存在し、ワルツに参加するのはそれぞれの国を代表した6人の姫君である。ワルツを勝ち抜いた姫は七央の王妃となり、王妃を輩出した国はエルディランドにおいて政治的に強い発言力を持つことになる。儀式は、その管理・進行役を司る「裁定者」の監督のもと、厳格に決められた規則（プリンセスワルツ憲章）に従って進行してゆく。
なお、エルディランドには本編の舞台となる現実世界を含めた、数千の異世界と繋がる「森の門」と呼ばれる場所があり、ワルツの舞台として異世界が選ばれることが度々ある。
基本ルール
ワルツは、原則的に裁定者立ち合いの元で姫同士の一対一の決闘によって進行する（憲章第四条、第九条）。ワルツに参加した姫達はそれぞれ任意で決闘を申し込み、申し込まれた側は原則的にその決闘を断ることは出来まない。ただし、決闘の日時と場所は申し込まれた側が指定する（第七条）。決闘の際、各国の姫達は身につけた者の能力を飛躍的に向上させる「ドレス」を身に纏う。ドレスは各国王家に代々伝わるものであり、その国家を象徴するものでもある。ドレスは同じく姫が身に付けるティアラによって制御されており、この「ティアラ」の破壊をもって勝敗を決する（第十一条）。敗北した姫は以降の参加資格を失い、エルディランドへと送還される。そうして最後の一人となったものを最終的な勝者とする。

## エルディラント
王子クリスと、ヒロインたちの故郷である「異世界」。六つの王国と、それを統括する「七央」と呼ばれる土地で成り立っている。エルディラントの住む人たちは、新たちの暮らす世界のことを「異界」と呼ぶ。
七央（セブンセントラル）
エルディラントを統べる「大王家」の直轄地。政治、経済、物流の中心地であり、宗教的な聖地というよりは「大都会」といった風情。地理的にも周辺六国すべてと隣接しており、中立地帯となっている。中央部に「大王家」の居城「七央城」が存在する。1000年前、イーリス姫によって建国され、現在もその血統が絶えることなく続いている。
ソルディア
北方の大国。広大な草原を有し、畜産を主な産業としているが、寒冷地であり土地自体は痩せているため農業は発展していない。また、強烈な地酒の名産地として有名。現在の国王は穏健派の筆頭とされており、長い在位期間と、その間に様々な功績を上げた名君として諸国に知られている。また、精強な騎士団を有する国としても知られており、必要に乗じて各国に派遣しているため、「傭兵王国」の異名で呼ばれている。なお、前回のプリンセスワルツにおける勝利国であり、二期連続の優勝国であることから実質上の最上位国となっている。現在の七央の王子クリスの母はこの国の王女だった。
アグニス
西方に位置する王国。高温、乾燥した火山帯の国であり、レアメタルの採取のほか温泉を初めとした観光業を主な産業とする。国民が暮らすのは東側の山岳地帯で、そこから西に行くほど国土を砂漠が占める。「竜の山」と呼ばれる竜族の聖地があり、エルディラント三神の一柱、「真竜」か座す。アグニスは竜と人の共存する地であり、その国民は古来より竜との「契約」により、その聖地を守護することと引き換えに竜の加護を得ている。特に王家は結びつきが強く、強い加護を受けている。武芸が盛んで、十年に一度と言われる国内最強の戦士には「竜騎士」の称号が送られる。竜騎士は竜の背に乗ることを許された者でもある。
シホウ
南に七央、西と北にソルディア、東を海に面した王国。大河下流の扇状地であり、六国中で最も肥沃な土地と、農業生産や漁業など、非常に活発な第一次産業を誇る。温暖湿潤の気候と中世日本に近しい文化背景を持つが、日本と異なるのは国土が広大なことと、他国と隣接しており国交が盛んなこと。水産資源を巡る競争や海上の警備費、密輸品着服の噂、諜報活動などが絡んでレンスタンツァとはたびたび揉め事を起こしている。
レンスタンツァ
七央の南東に位置する、半島の国。国土は広くないが、非常に長い海岸線を持ち、海上輸送、造船業などが発達している。王家直属の艦隊によって海上の警備を一手に取り仕切っており、リリアーナが長を務める「第七艦隊」の実力はエルディラント近隣の海域最強を自負する。また、「裏家業」として諜報活動や各種情報を取り扱っている。国の統治者は、元をたどれば海賊の集団であるという。
パルミード
七央の南西に接する小国。亜寒帯と温帯の中間のような気候の土地で、特殊な地形のために交通の便が悪い。そのために他国との交流が少ない反面、独自の優れた技術を有している。また、国内の消費を賄える程度に鉱物資源が豊富。この国には王族が存在せず、小国なこともあって職人ギルドの代表達による合議制での政治が成り立っている。基本的に技術の高いものほど高い地位につく。プリンセスワルツの参加者は、国内の女性の中から最も「ドレス」に適合するものが選ばれる。通称、職人の国。
ヴィスレイ
七央の南部一帯に広がる大国。気候は熱帯で雨量が豊富。国土のほとんどが森林で、その広大さに反して国民はさほど多くない。土地柄に加え、他国との積極的な交流をあまり好まない姿勢から神秘的な国とのイメージを抱かれている。森には「牙の族」と呼ばれる古代種族が暮らしており、彼らの王にしてエルディラント三神の一柱、「牙の王」が座す。国民は彼らと共存関係にある。森の最奥には「牙の門」と呼ばれる異世界への扉が存在し、ヴィスレイの王族は牙の族と共に門の守護を担っている。

## スタッフ
- シナリオ - 椎原旬、下原正
- 原画 - たけやまさみ
- BGM - ファクトリーノイズ & AG

## 主題歌
オープニングテーマ「dissonant chord」
作詞：kanoko / 作曲・編曲：上松範康（Elements Garden）/ 歌：NANA
エンディングテーマ「月下の邂逅」
作詞：外山堅 / 作曲：石川直人 / 歌：月子
グランドエンディングソング「Dawn Walker」
作詞：kanoko / 作曲・編曲：藤田淳平（Elements Garden）/ 歌：NANA

## 関連商品

### 書籍
Princess waltzビジュアルファンブック
本作のビジュアルファンブック。2006年8月発行。ISBN 4883805484。
Princess waltz 上巻
本作の小説版。2006年8月発行。ISBN 4894908077。
Princess waltz 下巻
本作の小説版。2006年8月発行。ISBN 4894908158。

### ドラマCD
プリンセス狂想曲
全編を通してコント風になっている。
an intermezzo
本編の後日談的な話、様々な登場人物の決意が物語の核となる。